# Sfax
Sfax (em árabe: صفاقس) é uma cidade e um município da costa sul Tunísia. O município tem 56 km² de área e em 2004 tinha 265 131 habitantes (densidade: 4 734,5 hab./km²), distribuídos por sete arrondissements: El Medina (21 293), Er-Rbadh (41 977), Chamalia (26 981), Cité El Habib (56 656), Merkez Chaker (48 342), Sidi Mansour (54 175) e El Bostane (15 707).
A conurbação de Sfax, com quase meio milhão de habitantes, é a maior área urbana da Tunísia a seguir a Tunes. Ocupa cerca de 220 km², praticamente o mesmo que Tunes, apesar desta ter quatro vezes mais habitantes, numa área muito plana, à beira do golfo de Gabès. A cidade situa-se 275 km a sul-sudeste de Tunes, 135 km a sul de Sousse e de Monastir, 105 km a sul de Mahdia, 138 km a nordeste de Gabès, 135 km a leste de Sidi Bouzid e 200 km a leste de Gafsa (distâncias por estrada). É um centro portuário e industrial de processamento de fosfato.

## Cidades-irmãs
- Casablanca, Marrocos
- Dacar, Senegal
- Grenoble, França
- Mahackala, Rússia
- Marburgo, Alemanha
- Orã, Argélia